# Astorre Lupattelli
Astorre Lupattelli (Perugia, 1867 – 3 giugno 1945) è stato un avvocato italiano, fondatore dell'Università per Stranieri di Perugia.
Fu ufficiale dell'esercito durante la prima guerra mondiale e poi divenne segretario generale del Comune di Perugia, dove istituì i primi corsi superiori con lo scopo di diffondere in Italia ed all'estero la conoscenza dell'Umbria, di illustrarne la storia, le bellezze artistiche e naturali. Questi costituiranno, nel 1926, l'Università per Stranieri di Perugia, centro fondamentale per la cultura e l'insegnamento della lingua e della letteratura italiana con sede nel palazzo che fu degli Antinori e poi dei Gallenga-Stuart.
Massone, fu membro della loggia Venti giugno 1859 di Perugia.